# Iron Maiden (албум)
Iron Maiden е първият албум на едноименната британска група. Излиза на 14 април 1980 г. и е издаден от EMI във Великобритания и от Harvest/Capitol Records в САЩ. Също както няколко албума от периода преди „The X Factor“ и този е преиздаден през 1998 г.
Това е единственият албум продуциран от Уил Малоун, известен с липсата на интерес към проекта и оставил групата да продуцира повечето сама. Групата, и особено Стив Харис, е недоволна от суровото, почти пънк звучене, но албумът се харесва на феновете. Това е и единственият албум за китариста Денис Стратън, който е заменен малко след излизането на албума от Ейдриън Смит.
„Transylvania“ е инструментал, написан от Стив Харис. Iced Earth правят кавър на песента в албума „Horror Show“. „Charlotte the Harlot“ е първата от четири песни, разказващи за измислената проститутка Шарлот. „Phantom of the Opera“ е една от любимите на феновете и често се изпълнява на сцената, докато едноименното парче, обикновено е знак за излизането на Еди. „Running Free“ излиза като сингъл и достига 34-то място във Великобритания, а „Sanctuary“ – 29-о.

### Оригинално британско издание
Всички песни са написани от Стив Харис, освен посочените.
1. Prowler – 3:55
2. Remember Tomorrow – 5:27 (Пол Ди'Ано, Стив Харис)
3. Running Free – 3:17 (Ди'Ано, Харис)
4. Phantom of the Opera – 7:20
5. Transylvania – 4:05
6. Strange World – 5:45
7. Charlotte the Harlot – 4:12 (Дейв Мъри)
8. "Iron Maiden" – 3:35

### Оригинално американско издание
1. Prowler – 3:52
2. Remember Tomorrow – 5:27 (Ди'Ано, Харис)
3. Running Free – 3:14 (Ди'Ано, Харис)
4. Phantom of the Opera – 7:20
5. Transylvania – 4:19
6. Strange World – 5:40
7. Sanctuary – 3:12 (Мъри, Ди'Ано, Харис)
8. Charlotte the Harlot – 4:10 (Мъри)
9. "Iron Maiden" – 3:31

### Ремастерирано издание
1. Prowler – 3:56
2. Sanctuary – 3:16
3. Remember Tomorrow – 5:27
4. Running Free – 3:17
5. Phantom of the Opera – 7:07
6. Transylvania – 4:19
7. Strange World – 5:32
8. Charlotte the Harlot – 4:12
9. "Iron Maiden" – 3:38

- В американското издание, затихващия край на Transylvania и интрото на Strange World са сложени в края на Transylvania, а оригинално и двете са в началото на Strange World.

### Бонус диск от 1995
1. Sanctuary
2. Burning Ambition
3. Drifter (live)
4. "I've Got the Fire" (на живо) (Рни Монтроуз)

## Състав
- Пол Ди'Ано – вокали
- Дейв Мъри – китара
- Денис Стратън – китара, беквокали
- Стив Харис – бас, беквокали
- Клиф Бър – барабани

## Място в Класациите
- Великобритания – 4
- Швеция – 36

## Продажби
- Платинен във Великобритания.
- Златен в Германия, Япония и САЩ.

## Външни Препратки
- Iron Maiden: Текстовете от албума

|  | Тази страница частично или изцяло представлява превод на страницата Iron Maiden (album) в Уикипедия на английски. Оригиналният текст, както и този превод, са защитени от Лиценза „Криейтив Комънс – Признание – Споделяне на споделеното“, а за съдържание, създадено преди юни 2009 година – от Лиценза за свободна документация на ГНУ. Прегледайте историята на редакциите на оригиналната страница, както и на преводната страница, за да видите списъка на съавторите. ВАЖНО: Този шаблон се отнася единствено до авторските права върху съдържанието на статията. Добавянето му не отменя изискването да се посочват конкретни източници на твърденията, които да бъдат благонадеждни. |